# Woudrichem
Woudrichem – miasto i gmina w południowej Holandii.

## Miasta partnerskie
- Kostrzyn nad Odrą